# 加利·路维特
加利·路維特（英語：Gary Rowett，1974年3月6日—）是一名英格蘭前職業足球員，場上司職後衛，退役後擔任領隊。
路維特亦曾為不同電台作球賽的總結。

## 生平

### 球員
路維特出身劍橋聯青訓系統，作為球員時曾效力多支英超球隊，包括、莱斯特城和，亦曾在英格蘭足球聯賽為母會劍橋聯、黑池、伯明翰城和保頓艾爾賓上陣。最終因持續的膝傷而退役。

### 領隊
保頓艾爾賓
2009年5月路維特獲保頓艾爾賓委任為新領隊保罗·佩茨索利多（Paul Peschisolido）的副手。2012年3月於球隊6連敗及最近14場不勝後，佩茨索利多被撤職，路維特暫代職務，同年5月10日擔任看守領隊的路維特以非合約形式獲聘擔任正式領隊。其後路維特帶領保頓艾爾賓連續兩季晉級附加賽，2012/13年球季於準決賽兩回合累計4-5負於出局；2013/14年球季準決賽兩回合累計3-2擊敗，但於溫布萊決賽0-1負於費列活特無緣升班。
伯明翰城
2014年10月伯明翰城解僱領隊李爾·奇勒後，從保頓艾爾賓邀請舊將路維特接掌帥印，簽署12個月滾動合約。

## 外部連結
- 足球数据库：加里·卢域的球员统计数据